# Pararothia vieui
Pararothia vieui är en fjärilsart som beskrevs av Pierre E.L. Viette 1966. Pararothia vieui ingår i släktet Pararothia och familjen nattflyn. Inga underarter finns listade i Catalogue of Life.